# 128 Puppis
128 Puppis (m Puppis) é uma estrela na direção da Puppis. Possui uma ascensão reta de 07h 38m 18.05s e uma declinação de −25° 21′ 53.2″. Sua magnitude aparente é igual a 4.69. Considerando sua distância de 551 anos-luz em relação à Terra, sua magnitude absoluta é igual a −1.45. Pertence à classe espectral B8IV. É uma estrela variável Beta Lyrae.